# Férfi egyéni háromtalálatos kardvívás az 1906. évi nyári olimpiai játékokon
Az Athénban megrendezett 1906. évi nyári olimpiai játékokon a férfi egyéni háromtalálatos kardvívás egyike volt a 8 vívószámnak. Ezen a versenyen minden mérkőzést 3 találat döntött el. 21 versenyző indult 6 nemzetből.

## Eredmények

### Első kör
| A csoport |                                             |
| 1         | Gustav Casmir · Németország (GER)           |
| 2         | George van Rossem · Hollandia (NED)         |
| 3         | Ernst Königsgarten · Ausztria (AUT)         |
| 4         | Konstantinos Fotiadis · Görögország (GRE)   |
| 5         | Arie de Jong · Hollandia (NED)              |
| 6         | Hendrik van Blijenburgh · Hollandia (NED)   |
| 7         | Otto Herschmann · Ausztria (AUT)            |
| 8         | James Melvill van Carnbée · Hollandia (NED) |
| 9         | Johannes Osten · Hollandia (NED)            |
| 10        | August Petri · Németország (GER)            |
| 11        | Hrísztosz Zormbász · Görögország (GRE)      |

| B csoport |                                                 |
| 1         | Tóth Péter · Magyarország (HUN)                 |
| 2         | Emil Schön · Németország (GER)                  |
| 3         | Apáthy Jenő · Magyarország (HUN)                |
| 4         | Federico Cesarano · Olaszország (ITA)           |
| 5         | Maurits van Löben Sels · Hollandia (NED)        |
| 6         | Willem Hubert van Blijenburgh · Hollandia (NED) |
| 7         | Nagy Béla · Magyarország (HUN)                  |
| 8         | Hámos Antal · Magyarország (HUN)                |
| 9         | Robert Krünert · Németország (GER)              |
| 10        | Jakob Erckrath de Bary · Németország (GER)      |

### Döntő
| Döntő |                                           |
| Arany | Gustav Casmir · Németország (GER)         |
| Ezüst | George van Rossem · Hollandia (NED)       |
| Bronz | Tóth Péter · Magyarország (HUN)           |
| 4     | Emil Schön · Németország (GER)            |
| 5     | Apáthy Jenő · Magyarország (HUN)          |
| 6     | Ernst Königsgarten · Ausztria (AUT)       |
| 7     | Federico Cesarano · Olaszország (ITA)     |
| 8     | Maurits van Löben Sels · Hollandia (NED)  |
| 9     | Konstantinos Fotiadis · Görögország (GRE) |
| 10    | Arie de Jong · Hollandia (NED)            |